# خوستيني باسيك
وإسمها الكامل يوستين ليزيتي جوستيني باسيك باتينيو (بالإسبانية: Yostin Lissette "Justine" Pasek Patiño) وهي عارضة أزياء أوكرانية المولد بنمية الجنسية ولدت 29 أغسطس 1979 في مدينة خاركيف في الاتحاد السوفيتي، وهي الفائزة بلقب ملكة جمال الكون لسنة 2002 وألتي أقيمت منافساتها في مدينة سان خوان، بورتوريكو وكما أنها فازت بمسابقة ملكة جمال بنما في سنة 2001، وهي من أصول بولندية ويبلغ طولها 170 سم.

## روابط خارجية
- خوستيني باسيك على موقع IMDb (الإنجليزية)
- خوستيني باسيك على موقع دليل عارضات الأزياء (الإنجليزية)